# Секуларност
Секуларност (прилагателно секуларен или както е по-популярно светски, особено за държава – светска държава) е отделеността на държавата от религията. Макар че понякога се правят подобни намеци или обърквания , секуларността не е същото като атеизма, секуларността има отношение към управлението на държавата, което се извършва без намесата на една или друга религия.
Също така прави се разграничение освен по отношение на държавното управление и върху начина на живот или върху определени действия. Под светско име и монашеско име се различават името, получено от семейството и това, дадено от религията. Друг пример за разликата между светски и религиозен е актът къпане: по принцип това е секуларно действие, то не въвлича религиозно общение с бога, но е факт от ежедневието, в същото време къпането по принцип или някой вид къпане в религиите може да има сакрален смисъл и заради това религиозно и несветско значение.
Секуларизъм е убеждението, че религиозните въпроси нямат място в държавната политика, не трябва да са база или основание за нея, както и че религията няма място в публичния живот, а е само част от храмовете, религиозните места и сгради, религиозните ритуали и т.н.